# Schöngeist (Band)
Schöngeist ist eine deutsche Dark-Rock-Band.

## Geschichte
Schöngeist wurde 2006 in München gegründet. 2010 erhielt die Formation die Förderung der Initiative Musik. Schöngeist steht bei Oblivion, einem Tochterlabel von SPV unter Vertrag. Im März 2011 war die Formation „Band des Monats“ des Online-Magazins Gothic-Family.net. An einem Teil der Lieder des Albums Keine Zeit arbeitete der Eisbrecher-Sänger Alexander Wesselsky mit Timur Karakus zusammen. Executive Producer bei den Alben Liebeskrieger und Keine Zeit war Carlos Perón. Schöngeist erlangte überregionale Bekanntheit durch gemeinsame Tourneen und Festival-Shows mit Bands wie Letzte Instanz und Eisbrecher. 2012 wurde die Band mit dem Orkus Newcomer Award ausgezeichnet.

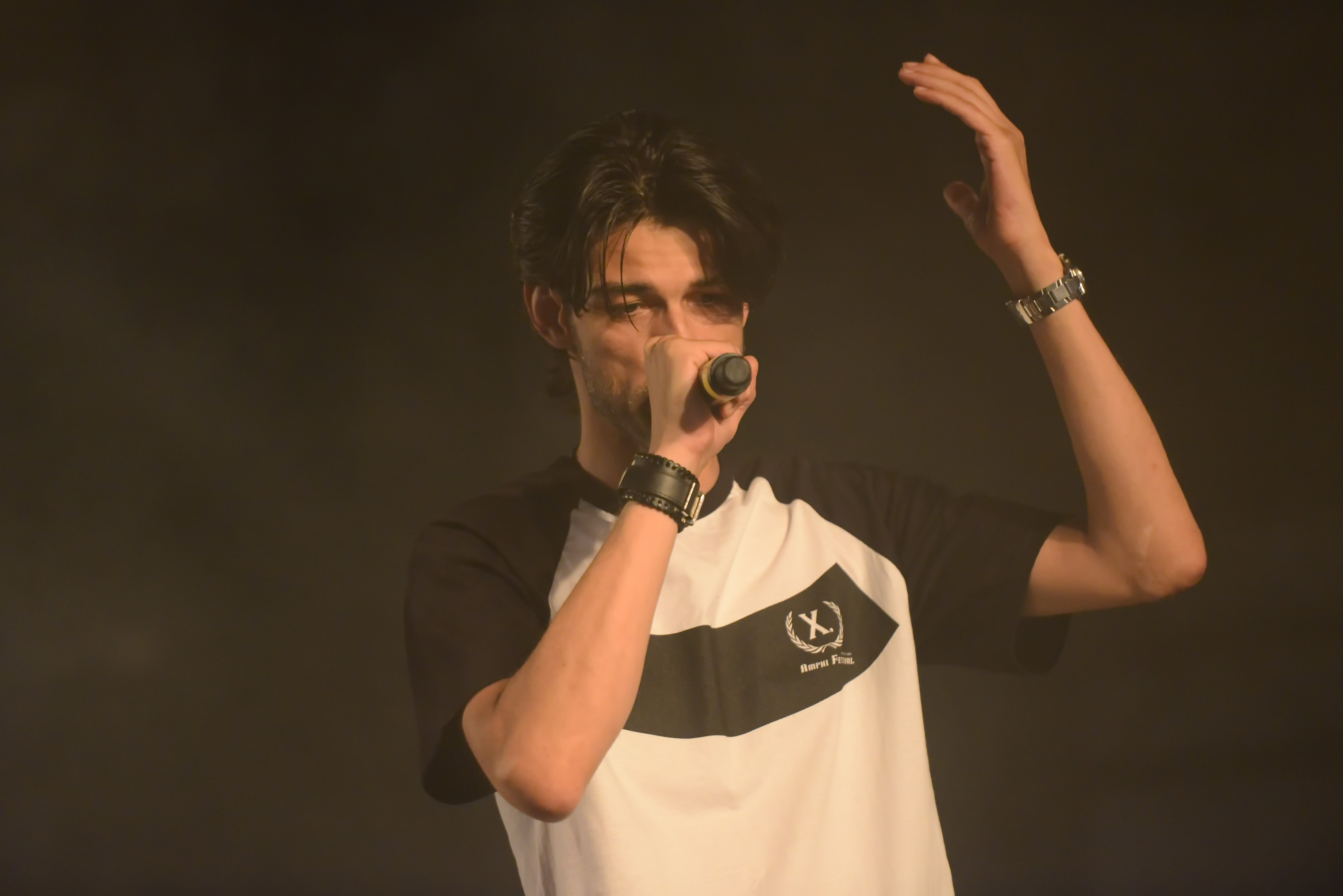
Sänger Timur Karakus als Ansager auf dem Amphi Festival 2014

Sänger Timur Karakus ist auch Produzent des Musikvideos zum Eisbrecher-Song Schwarze Witwe (2004). Schlagzeuger Manuel Di Camillo, Schlagzeuger des Jahres 2010, spielte zuvor bei Equilibrium. Der frühere Schöngeist-Schlagzeuger Till Wollenweber spielt mittlerweile bei der Münchener Electro-Punkrock-Band Mila Masu.

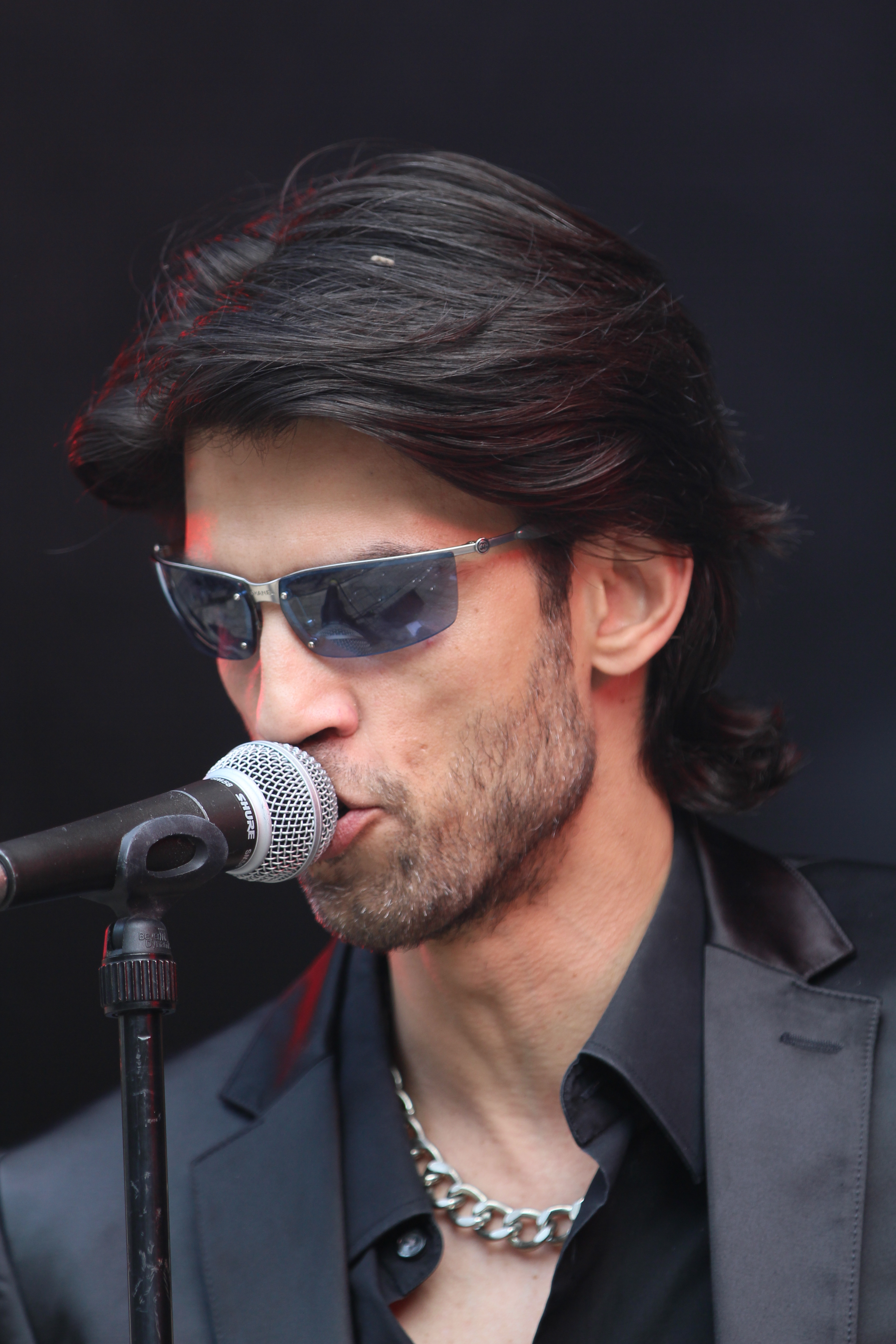
Timur Karakus
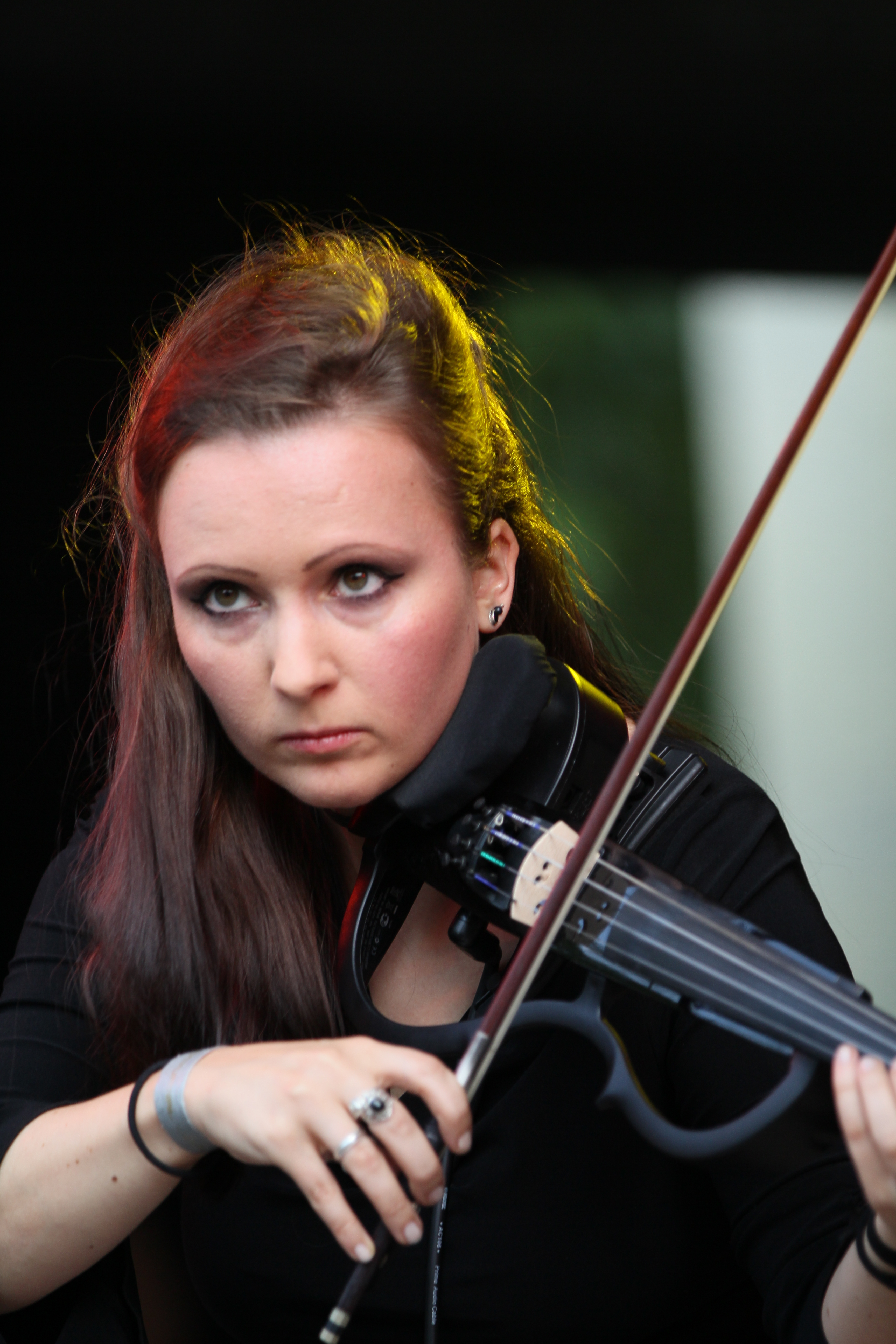
Henriette „Henny“ Becker
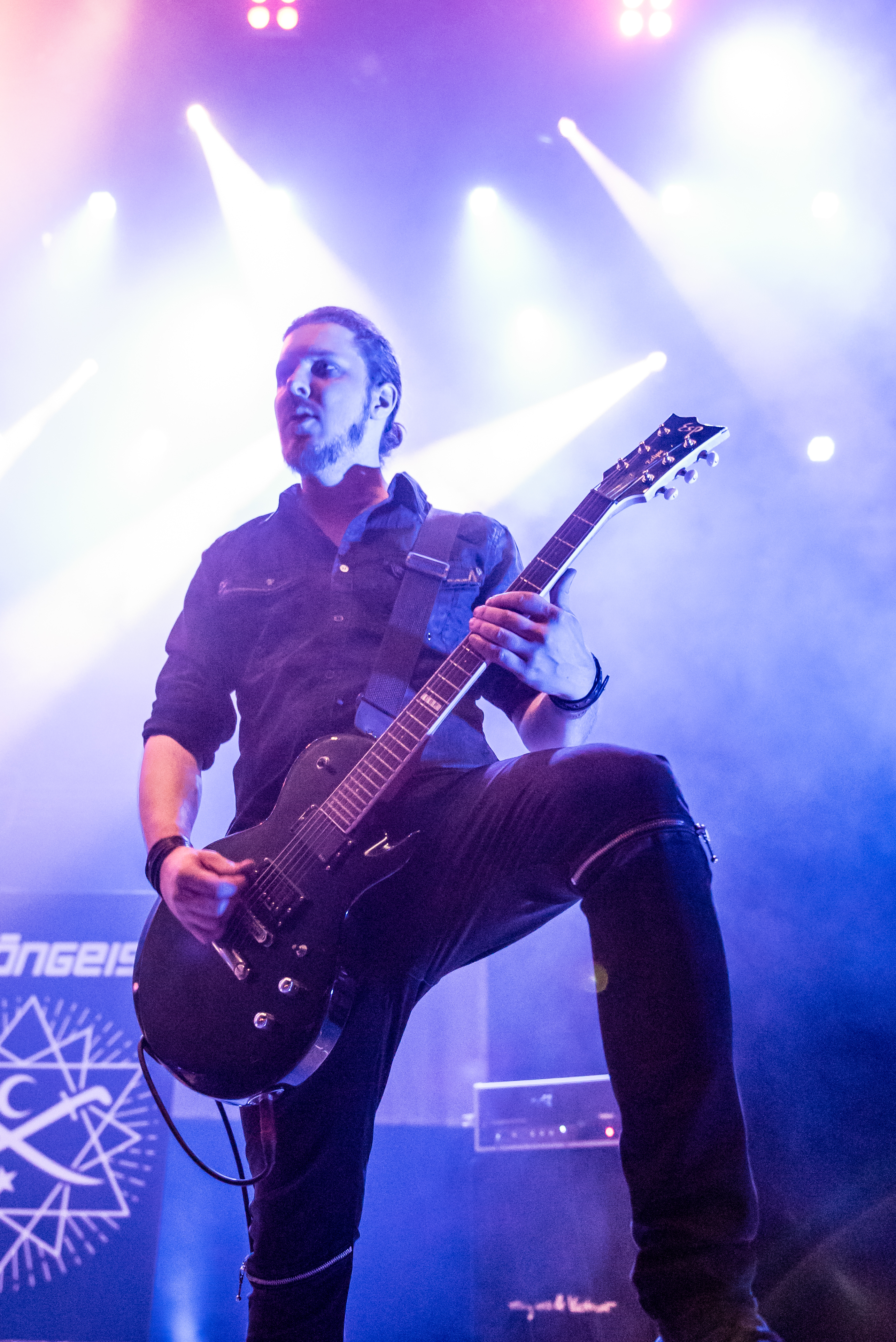
Daniel Beutner
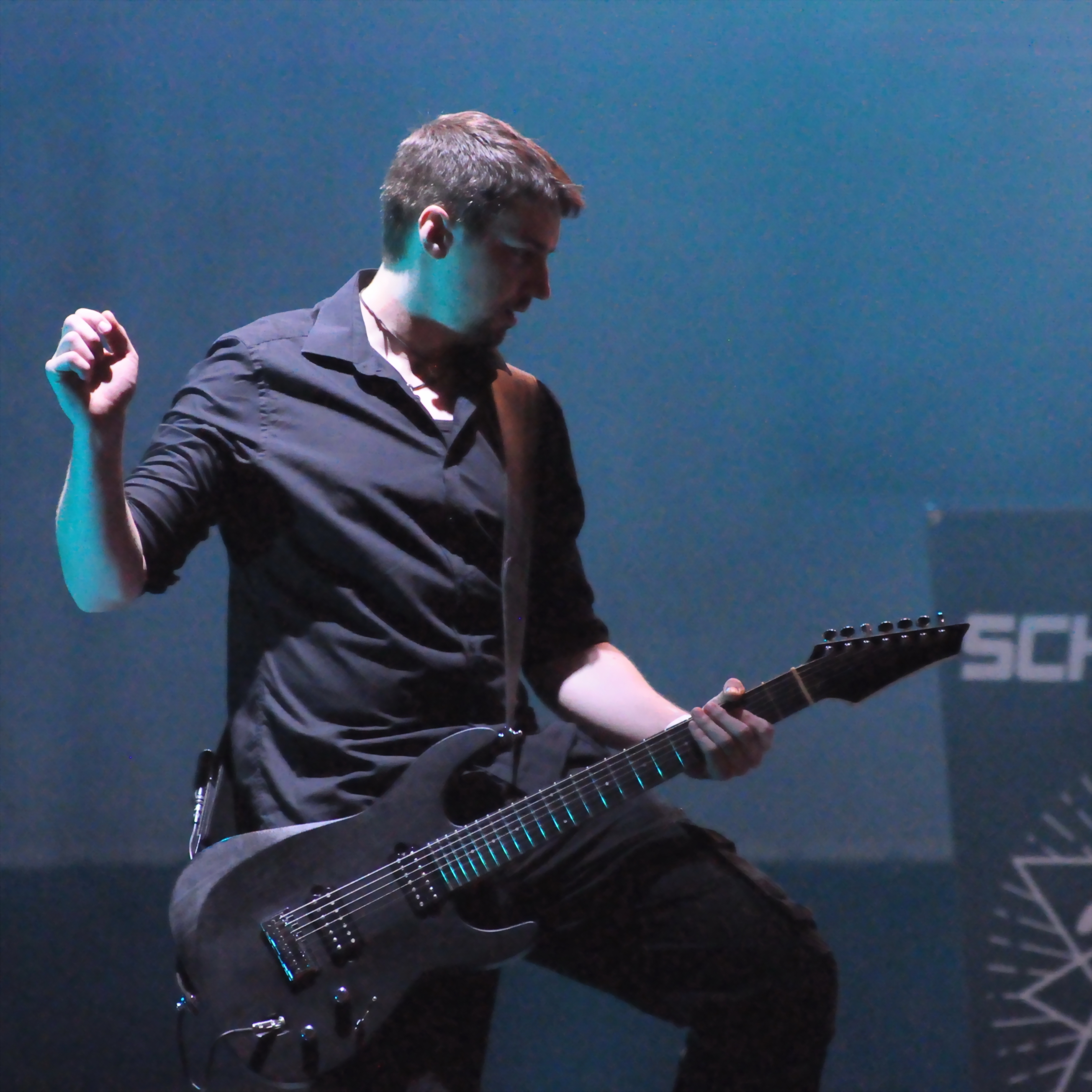
Michael Hirschberger
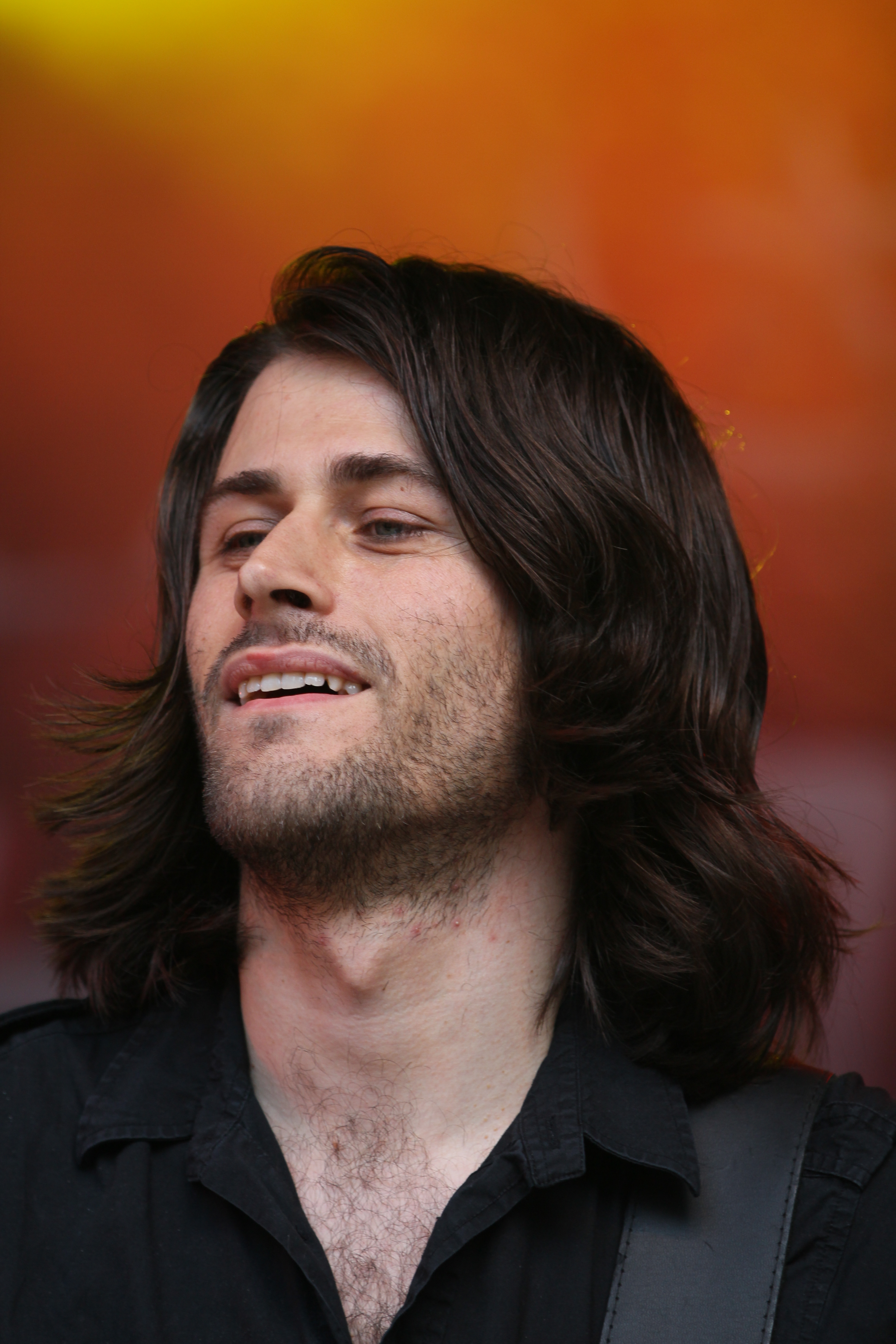
Andreas Socher
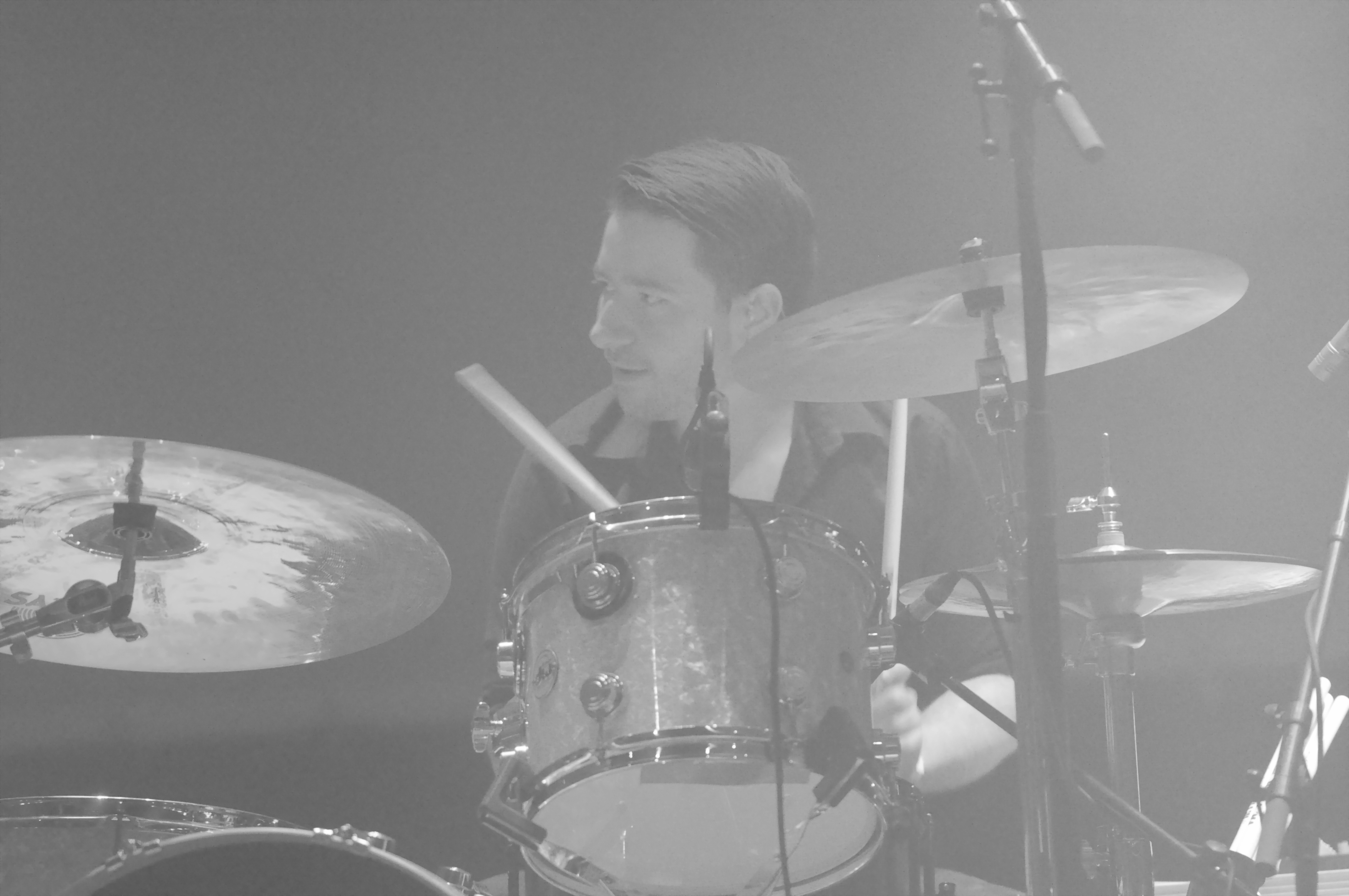
Manuel Di Camillo

## Diskografie

### Singles
- 2011: Sonne der Nacht (Golden Core / ZYX)
- 2013: Zusammen alleine (Oblivion)

### Alben
- 2009: Liebeskrieger (Golden Core / ZYX)
- 2011: Keine Zeit (Golden Core / ZYX)
- 2013: Wehe (Oblivion / SPV)